# Wenceslau Guimarães
Pour les articles homonymes, voir Guimarães (homonymie).
Wenceslau Guimarães est une municipalité brésilienne de l'État de Bahia.
Sa population était estimée à 23 046 habitants en 2013 et s'étend sur 661,792 km2.

## Maires
| Période | Période | Identité                   | Étiquette | Qualité |
| ------- | ------- | -------------------------- | --------- | ------- |
| 2009    | 2012    | Suzete Nascimento sa Silva | PR        |         |

1. ↑  IBGE